# Godiva Chocolatier
Godiva Chocolatier és un fabricant de bombons de luxe i altres productes relacionats propietat de l'empresa multinacional turca Yıldız Holding.
Godiva té més de dues-centes setanta botigues als Estats Units, Europa i Àsia, i prop de dos mils clients majoristes. També té un canal de venda directa a través del seu lloc web o telefònicament.
A més de bombons, Godiva també ven trufes, cafè, cacau, galetes, fruita banyada, licors de xocolata i altres productes disposats en paneres de regal. El producte estrella de Godiva és el Gold Ballotin (terme francès per a una "capsa petita i elegant de bombons"). Godiva també produeix bombons de temporada i en edicions limitades amb envasos especials per a les principals festes. També compta amb acrods de llicència per a la producció de gelats, tartes de formatge i licors amb diversos sabors relacionats amb la xocolata i un 15/17% d'alcohol. A més, produeix una línia de begudes, mescla de xocolata i cafè en cooperació amb The Coca-Cola Company, anomenada Godiva Belgian Blends.
Els bombons Godiva són cars, fins i tot en comparació amb marques menys conegudes i considerades de major qualitat, com Valrhona o Michel Cluizel.

## Història
L'origen de Godiva es remunta fins a un fabricant de xocolates majorista fundat el 1926 a Brussel·les (Bèlgica), per Joseph Draps. Quan el fill de Solomons, Joseph, es feu càrrec de la companyia després de la Segona Guerra Mundial, la marca fundà la seva pròpia botiga a Brussel·les sota el nom actual, escollit en honor de la llegenda de Lady Godiva.
La primera botiga Godiva fora de Bèlgica fou oberta a París el 1958; el 1966, els productes de la companyia arribaren als Estats Units, on hi foren venuts en grans magatzems de luxe. També el 1966, la família Yagudaev va vendre'n una participació de control a Peperidge Farm, filial de Campbell, que més endavant va adquirir la resta de la companyia. Dos anys després, Godiva començà a produir els seus bombons a Reading (Pennsilvània).
El 1988, Godiva tenia uns ingressos propers als 100 milions de dòlars a tot el món, procedents principalment de les vendes a grans magatzems i altres botigues especialitzades. El 2007 Godiva va tenir unes vendes anuals d'aproximadament 500 milions de dòlars.
El 2007, la factoria estatunidenca de Godiva produïa "la mateixa quantitat de bombons per al mercat estatunidenc que la planta belga produeix per a la resta del món".
L'agost del 2007, Godiva anuncià que anava a "explorar alternatives estratègiques, incloent-hi una possible desinversió, per al seu negoci Godiva Chocolatier", car la companyia va dir que "el negoci de bombons de luxe no encaixa amb l'enfocament estratègic de Campbell en els menjars senzills". El 20 de desembre del 2007, Campbell anuncià que havia signat un acord per a vendre Godiva a l'empresa turca Yıldız Holding, amb sèu a Istanbul, i propietària també d'Ülker.